# Barbora Šámalová
Barbora Šámalová (* 8. června 1974 Praha) je česká novinářka, reportérka a moderátorka, zahraniční zpravodajka České televize (v letech 2006 až 2010 v Bruselu, 2010 až 2011 v Rusku a od 2014 v Číně).

## Život
Vystudovala sociální práci na Filozofické fakultě Univerzity Karlovy v Praze.[zdroj?]
V České televizi (ČT) pracuje od roku 1994, moderovala pořady Zahraniční 21, Objektiv do 26. března 2006, od 1997 Zprávičky ze světa a Události ve světě, do zpravodajství přispívala reportážemi z Kuby, Jižní Ameriky a Afghánistánu. Působila také jako stálá zpravodajka ČT v Bruselu (od 2006 do dubna 2010) a Moskvě (od července 2010 do léta 2011). Od 1. března 2014 se stala zahraniční zpravodajkou ČT v Pekingu, kde nahradila Tomáše Etzlera.
V roce 2003 získala prestižní novinářskou Cenu Ferdinanda Peroutky za zpravodajství z války v Iráku (přinášela zprávy z Kuvajtu a jižního Iráku). Společně s Michalem Kubalem a Františkem Šulcem je spoluautorkou knihy „Válka o Irák, Očima tří českých reportérů“, kterou v roce 2003 vydalo nakladatelství Volvox Globator.
Barbora Šámalová je vdaná, jejím manželem je diplomat Martin Tomčo. Jejím bratrem je Zdeněk Šámal, bývalý ředitel zpravodajství ČT a ještě dříve zahraniční zpravodaj ČT v Rusku.